# آذرتاش آذرنوش
آذرتاش آذرنوش (بالفارسية: آذرتاش آذرنوش): محقق وأستاذ في الأدب واللغة العربية وأستاذ جامعي بجامعة طهران. كان من أعلام الإيرانيين العالمين بالعربية وآدابها. توفي يوم 7 أكتوبر 2021 عن 83 سنة.

## بدايته
ولد بمدينة قم الإيرانية. وهو أول إيراني حصل على شهادة الدكتوراه في اللغة العربية، وقد حصل عليها بفرنسا. ارتحل إلى بريطانيا لتحقيق المخطوطات اللغوية والأدبية العربية، وتخصص في اللسانيات أيضًا.

## مؤلفاته
ألف كتاب «تعليم العربية الجديد» (بالفارسية: آموزش عربي) الذي ناقش فيه كيفية تدريس اللغة العربية لغير الناطقين بها. له كتب وأبحاث عديدة في اللغة العربية وله قاموس لغة تطبيقي عربي فارسي فرنسي.